# 青森県道140号下田停車場線
青森県道140号下田停車場線（あおもりけんどう140ごう しもだていしゃじょうせん）は、青森県上北郡おいらせ町を通る一般県道である。

## 概要
上北郡おいらせ町増田の青い森鉄道青い森鉄道線 下田駅から北西方向へ向かい、奥入瀬川を渡っておいらせ町中下田で国道45号に接続、青森県道8号八戸野辺地線に連続する。
全区間が青い森鉄道線と平行している。

### 路線データ
以下は青森県例規集に収録されているデータである。
- 起点 : 下田停車場
- 終点 : 上北郡おいらせ町（国道45号交点）

## 歴史
- 1961年（昭和36年）2月10日 - 県道に認定される[1]。

## 路線状況

### 重複区間
- 青森県道119号五戸下田停車場線・青森県道141号市川下田停車場線（起点 - 上北郡おいらせ町三本木）

## 地理

### 交差する道路
- 青森県道213号柳町下田停車場線（上北郡おいらせ町、起点）
- 青森県道119号五戸下田停車場線（=青森県道141号市川下田停車場線重複）（上北郡おいらせ町三本木）
- 国道45号・青森県道8号八戸野辺地線（下田こ線橋交差点・終点）

### 沿線にある施設
- 青い森鉄道青い森鉄道線 下田駅
- おいらせ町役場（旧下田町役場）